# Віке Дейкстра
Віке Дейкстра (нід. Wieke Dijkstra, 19 червня 1984) — нідерландська хокеїстка на траві.
Олімпійська чемпіонка 2008 року.
Срібна призерка Чемпіонату Європи 2007 року.
Переможниця Трофею чемпіонів 2007 року, бронзова призерка 2003, 2006, 2008 років.
Чемпіонка світу 2006 року, срібна призерка 2010 року.